# ۲۵۵ (عدد)
۲۵۵ یک عدد طبیعی است که بعد از ۲۵۴ و قبل از ۲۵۶ قرار دارد.